# Відкрита система (теорія систем)
Відкри́та систе́ма (англ. Open system) — це система, яка перебуває в стані постійної взаємодії (обміну) зі своїм навколишнім середовищем. 

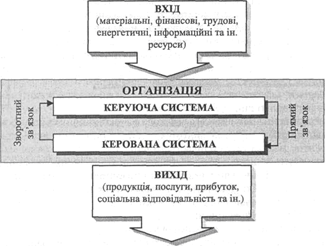
Процес функціонування організації як відкритої системи

Взаємодія може набувати форми обміну інформацією, енергією або матеріального трансферу в або з меж системи, залежно від дисципліни, яка розглядає ВС. Відкрита система — протилежність закритої (ізольованої), яка не обмінюється енергією, матерією чи інформацією зі своїм оточуючим середовищем.
Концепція «відкритих систем» була оформлена в рамках поєднання взаємодії теорії організмів, термодинаміки і теорії еволюції . Ця концепція була розширена з появою теорії інформації, а потім теорії систем. Сьогодні ця концепція знайшла своє застосування в природничих та соціальних науках.
У відкритих екосистемах речовина по колу не обертається. Наприклад, в екосистемі окремого дерева гусінь з'їдає листя продуцента; саму ж гусінь ловлять птахи й відносять у свої гнізда на інші дерева. Отже, речовина з даної екосистеми вилучається й переноситься в іншу.
Розрізняють також екосистеми, здатні або не здатні до саморегуляції. Механізм саморегуляції в екосистемах першого типу здійснюється за принципом негативного зворотного зв'язку. Цей принцип у спрощеному варіанті можна уявити собі у вигляді ланцюга, кожна ланка якого виступає щодо двох сусідніх або хижаком, або жертвою. Якщо з якихось причин зменшується чисельність жертви, то через нестачу їжі з часом зменшується й чисельність хижака. Зниження чисельності хижака відповідно приводить до зменшення тиску на жертву, чисельність якої збільшується. Це знову створює умови для збільшення чисельності хижака. Отже, система «хижак—жертва» саморегулюється, тобто утримується в рівноважному стані. При цьому чисельність жертви й хижака постійно коливається навколо якогось середнього значення. Ці коливання дістали назву «хвиль життя».

## ВС в природничих науках
В галузі природничих наук, відкриті системи розглядаються як такі, чиї межі проникні для енергії та маси . У фізиці закрита система, навпаки, є проникною для енергії, але не для матерії.
Відкриті системи мають ряд наслідків. Замкнута система містить обмежений енергії. Визначення відкритої системи припускає, що Є запаси енергії, які не можуть бути вичерпані; на практиці, ця енергія надходить з певного джерела в оточенні, яке можна розглядати як нескінченне для цілей навчання. Одним з типів відкритих систем є так звана система променистої енергії (англ. radiant energy system), яка отримує енергію від сонячної радіації — джерела енергії, який можна розглядати як невичерпне для всіх практичних цілей.

## ВС в соціальних науках
В соціології відкрита система розглядається як процес, що обмінюється матеріалами, енергією, людськими ресурсами, капіталом та інформацією зі своїм середовищем. 